# روزیا مونتانا
روزیا مونتانا (به انگلیسی: Roșia Montană) در شهرستان آلبا، رومانی قرار دارد. روزیا مونتانا از آثار میراث جهانی است که در سال ۲۰۲۱ به عنوان یک اثر فرهنگی با شماره ثبت ۱۵۵۲ در فهرست میراث جهانی یونسکو ثبت گردید.

## ثبت جهانی
این اثر در ۴۴امین نشست سازمان یونسکو به میزبانی چین با شماره ثبت ۱۵۵۲ ثبت جهانی شد.